# Rumelange
Rumelange ([ˈʀəməleŋ]ⓘ) es una comuna con estatus de ciudad en el suroeste de Luxemburgo, en la frontera con Francia.

## Historia
Rumelange se formó el 25 de septiembre de 1891, cuando se separó de la comuna de Kayl. La ley que forma Rumelange fue aprobada el 27 de junio de 1891.

## Población
A partir del censo del 1 de febrero de 2011, la comuna tenía una población de 5.038. A partir de 2008, la ciudad de Rumelange, que se encuentra en el este de la comuna, tiene una población de 4.818.

## Lugares poblados
La comuna consta de los siguientes pueblos:
- Rumelange
- Haut-Tétange (lieu-dit)

## Museo

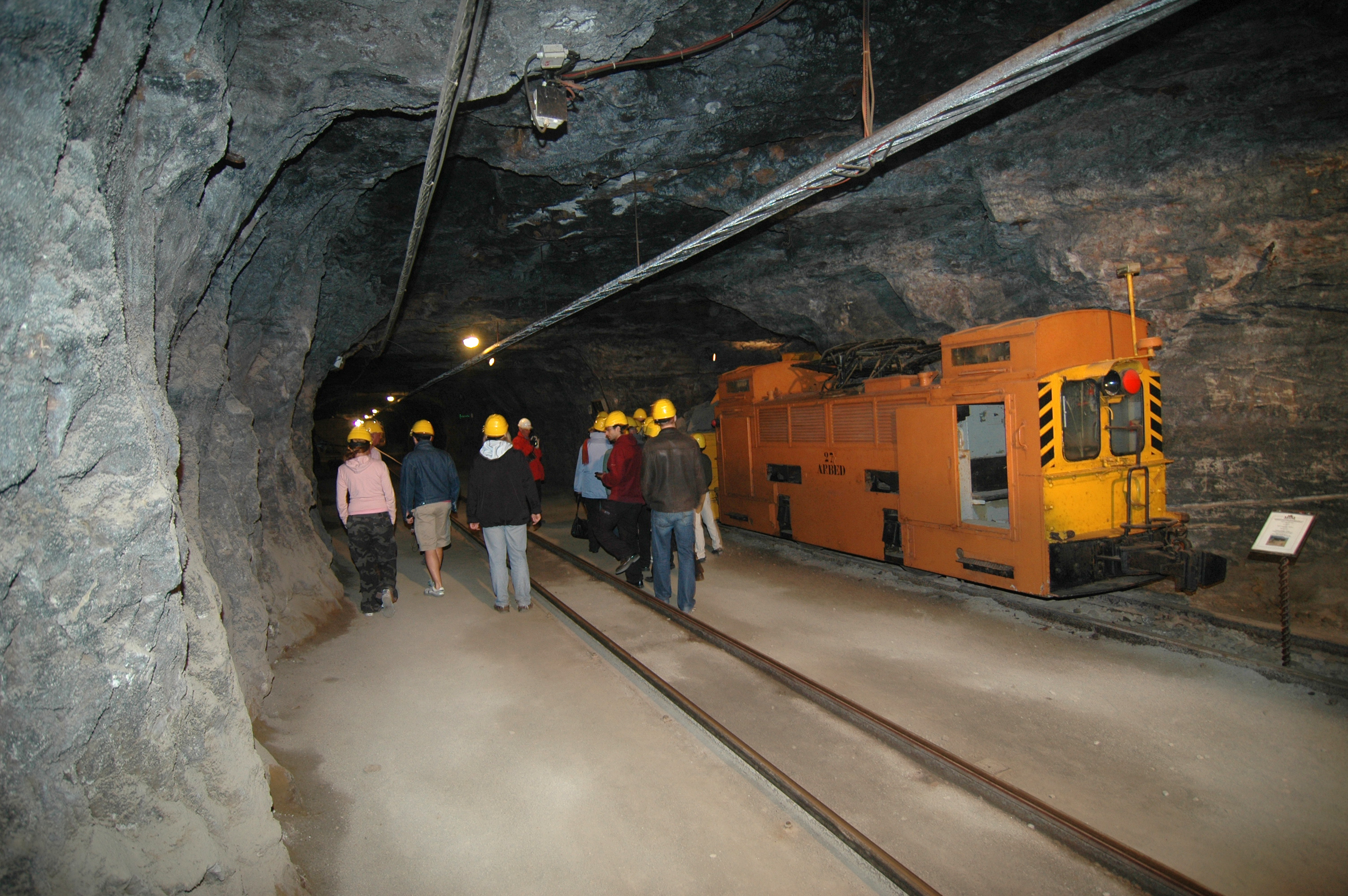
Dentro del Museo Nacional de Minería.

En Rumelange se encuentra el Museo Nacional de Minería de Luxemburgo, fundado en el emplazamiento de unas minas subterráneas de hierro que ya no están en funcionamiento.

## Personajes ilustres
- Batty Weber (1860–1940), periodista y autor influyente
- Alfred Kieffer (1904-1987), un futbolista luxemburgués, compitió en los Juegos Olímpicos de París 1924
- Foni Tissen (1909–1975), maestro de escuela luxemburgués y artista de pinturas hiperrealistas y de humor negro.
- Emile Kirscht (1913–1994), pintor luxemburgués y cofundador del grupo de artistas abstractos Iconomaques en Luxemburgo
- Ernest Toussaint (1908-1942) boxeador, compitió en los Juegos Olímpicos de Berlín 1936